# Mühle Rüningen
Die Mühle Rüningen ist ein seit 1312 beurkundeter Mühlenstandort im Braunschweiger Stadtteil Rüningen. Die als Wassermühle an der Oker entstandene Mühle wurde im 19. Jahrhundert zu einer industriellen Handelsmühle entwickelt, die noch heute für einen überregionalen Markt produziert. Sie ist der älteste überlieferte Braunschweiger Gewerbebetrieb und ein bedeutender Bestandteil braunschweigischer Mühlenbaugeschichte.

## Lage
Das Mühlengelände liegt in der Okeraue nahe der Bundesstraße 248, die durch Rüningen führt und in Ortslage an die Bundesautobahn 39 angeschlossen ist. Bis zur Okerregulierung in den 1960er Jahren floss die Oker durch das Gelände und wurde am Mühlenwehr aufgestaut. Seitdem wird der Wasserstand oberhalb der Mühle am Rüninger Wehr geregelt und nur ein Teilstrom fließt unter den noch erhaltenen Mühlengebäuden durch zum Südseegebiet.

## Geschichte

### Lohnmüllerei bis zum 19. Jahrhundert

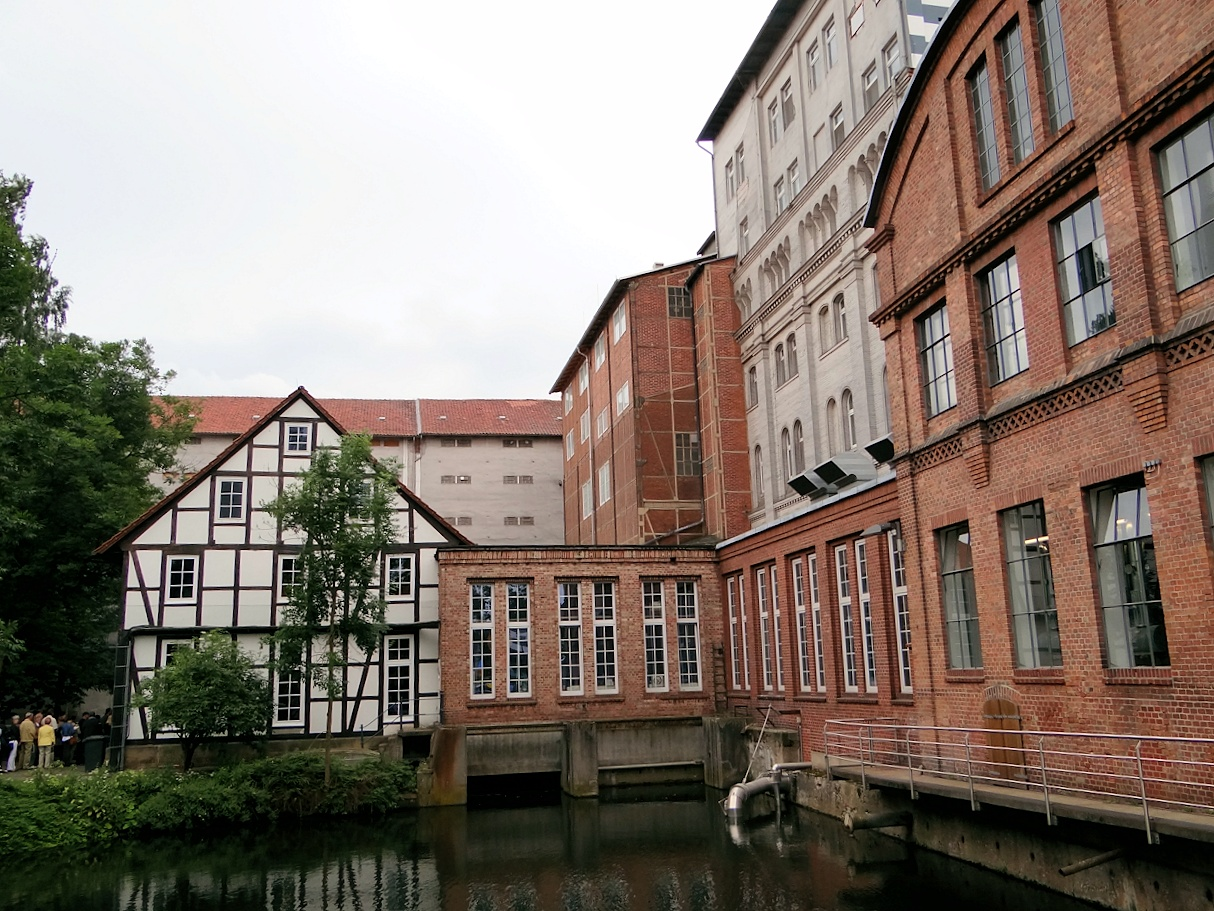
Ansicht des alten Mühlengebäudes von Norden mit dem später gebauten Ensemble

Die Mühle wird zum ersten Mal 1312 im Degedingebuch der Stadt Braunschweig erwähnt. Sie war im Besitz der Herzöge von Braunschweig, die 1318 Johannes von Valenberg und 1344 Jordan von Neyndorf mit ihr belehnten. Im 14. Jahrhundert kam Rüningen in die Braunschweiger Landwehr. Die Herzöge verpfändeten die Mühle an die Stadt Braunschweig und forderten 1492 während der Braunschweiger Stadtfehde ihr Pfand zurück. Im Zuge der Kampfhandlungen wurde die Mühle von herzoglichen Truppen niedergebrannt und unmittelbar darauf wieder aufgebaut.
Im 16. Jahrhundert wurde die Familie Horneburg als Besitzer verzeichnet. Aus dem Jahr 1583 ist die erste Ansicht der Mühle auf einer Landkarte überliefert. Ein Besitzanteil der Mühle ging 1629 an die Gebrüder Kalm über, deren Familie sie 1749 vollständig erwarb. Während des Dreißigjährigen Krieges wurde die Mühle abermals zerstört und wieder aufgebaut. Im Jahre 1773 hatte sie gemäß der Überlieferung vier Mahlgänge und einen Ölgang.
1809 wurde die Mühle an den aus der Nähe von Halberstadt stammenden Müllermeister Rute veräußert, der sie um eine Schneide- und Sägemühle erweiterte. 1857 ließ sein Sohn Wilhelm ein weiteres dreigeschossiges Mühlengebäude errichten, das noch als Alte Mühle erhalten ist und heute als Gemeinschaftshaus dient.
Dieses Gebäude wurde auf 400 Eichenpfählen gegründet, wofür der Wasserspiegel der Oker am Eisenbütteler Wehr stark abgesenkt werden musste. Der Bauherr Wilhelm Rute dokumentierte viele Details des Bauvorhabens und erwähnte einen vorteilhaft trockenen Sommer. Die Mühle wurde durch zwei Turbinen angetrieben und verfügte über acht Mahlgänge, eine Ölmühle, eine Sägemühle und zwei Furnierschneidemaschinen.

### Industrialisierung im 19. Jahrhundert
Handelsmüllerei
Im Zuge der allgemeinen Industrialisierung wurde die mittelalterlich organisierte Lohnmüllerei durch die industriell betriebene Handelsmüllerei verdrängt. Diese mahlte das Getreide nicht für den Kunden, der das Getreide angeliefert hatte, sondern kaufte es auf und produzierte Mehl für den insbesondere durch die Reichsgründung 1870/71 stark gewachsenen Markt. In diese Zeit fiel auch der Niedergang vieler Mühlenstandorte, wie in Braunschweig der der Ölper Mühle.
Mühlenbauindustrie

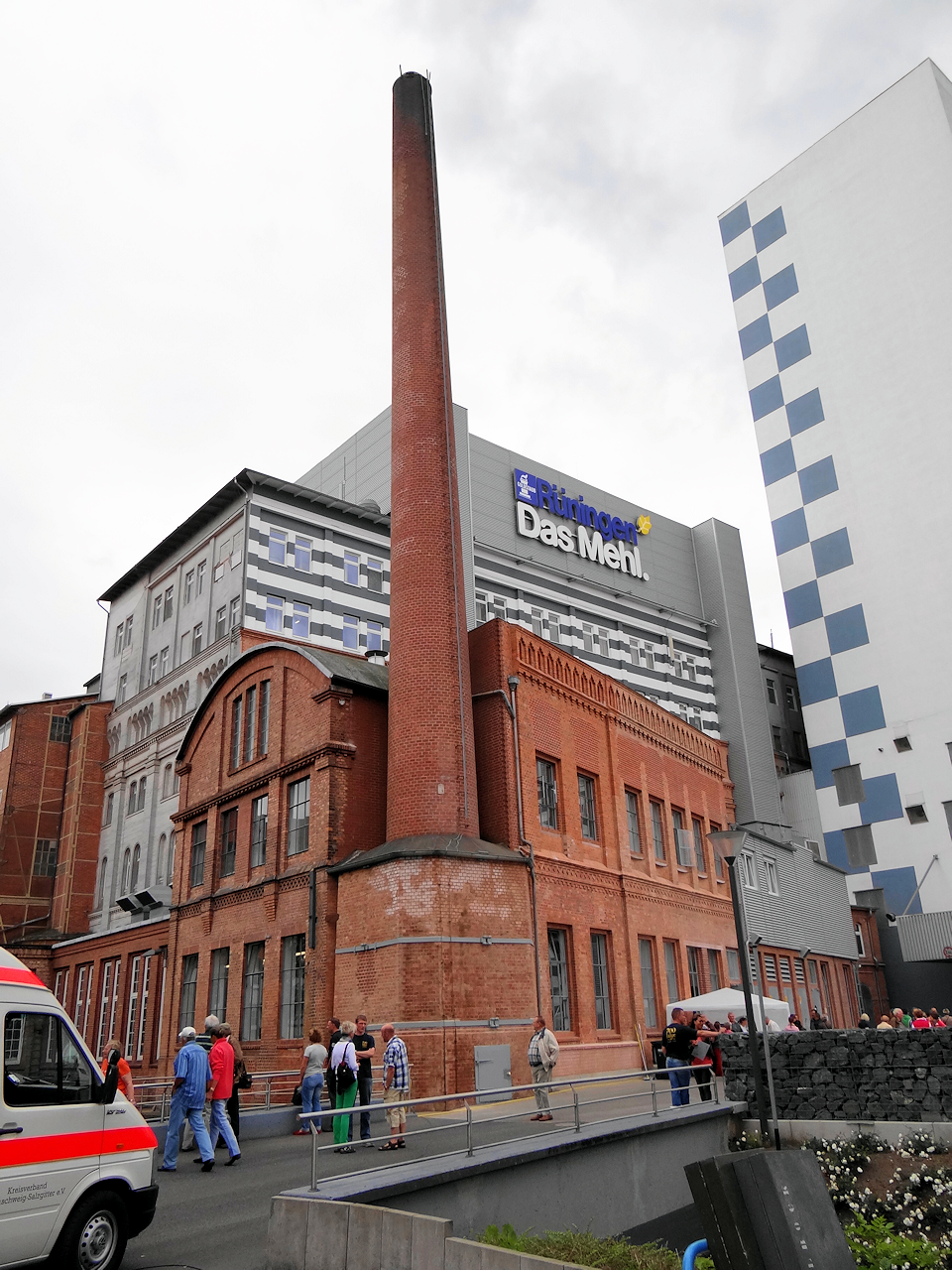
Das alte Kesselhaus mit den Bauten aus zwei Jahrhunderten

Ein Lehrling Wilhelm Rutes, Gottlieb Luther aus Halberstadt, eröffnete 1850 in Wolfenbüttel die erste Mühlenbauanstalt, aus denen die Braunschweiger Luther-Werke hervorgingen. Er erwarb im September 1878 die Mühle Rüningen und nutzte sie vor allem als Probebetrieb für die von ihm entwickelten Maschinen. Sein Sohn Hugo stieg in die Firma ein und erbte bereits ein Jahr später Fabrik und Mühle, die er auf die reine Mehlproduktion ausrichtete. Er löste die zugehörige Landwirtschaft auf und errichtete ein Kessel- und Maschinenhaus. Die Mühle wurde zum ersten Einsatzort der fabrikationsmäßig hergestellten Plansichter.
Hugo Luther widmete sich vorwiegend am neuen Fabrikationsstandort an der Frankfurter Straße dem Mühlenbau. Er gewann die vermögenden Konsuln Georg und Ludwig Berkenbusch für eine Beteiligung an der Mühle, die seit 1884 als „Luther & Berkenbusch – Maschinen und Mühlenindustrie Rüningen OHG“ firmierte und bereits ab dem 8. August 1888 „Berkenbusch & Co. KG“ hieß.
Die Mühle erhielt in dieser Zeit ein Anschlussgleis an die Bahnstrecke Braunschweig–Bad Harzburg. Es wurden ein neues Kesselhaus gebaut und zwei Dampfmaschinen mit 80 und 40 PS Leistung installiert. Vier neue Wasserturbinen ersetzten die Wasserräder. Ein neuer Speicher für 2.500 Tonnen Getreide wurde errichtet bei einer Tagesmahlleistung von 40 bis 50 Tonnen.
Einige Zeit später, im Jahre 1893, wurde ein neues Mühlengebäude auf mehreren hundert Eichenpfählen gegründet. Die Maschinenfabrik wurde Richtung Bahnlinie verlegt und das neue Produktionsgebäude erhielt eine 550 und 100 PS starke Dampfmaschine sowie einen Elektrogenerator. Die Tagesleistung der 1895 mit zahlreichen Gästen eingeweihten Mustermühle betrug 120 Tonnen. Die Gäste wurden vom Braunschweiger Bahnhof mit Husaren-Trompetern auf zwei Zügen begleitet und der neue Haltepunkt eingeweiht.

### Entwicklung im 20. Jahrhundert

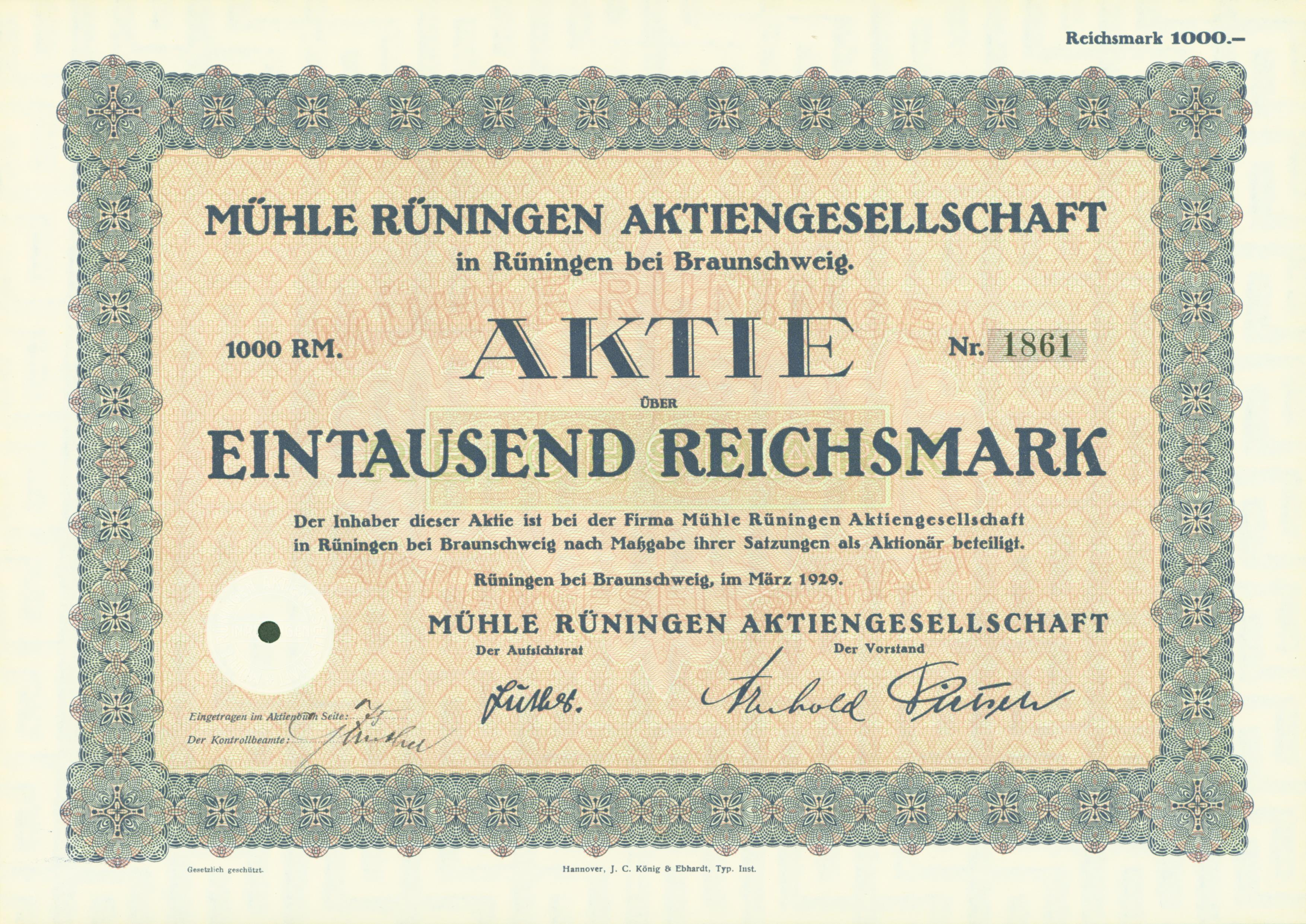
Aktie über 1000 RM der Mühle Rüningen AG vom März 1929

Am 22. Dezember 1898 wurde die Gesellschaftsform der Mühle in eine Aktiengesellschaft geändert. Zuvor war bereits Kurd von Damm, der Schwiegersohn Georg Berkenbuschs, in die Firma eingetreten und saß nun im Aufsichtsrat.
In den Folgejahren wurde der Betrieb weiter ausgebaut und nacheinander um zwei Getreidespeicher, einen Kleiespeicher und ein neues Verwaltungsgebäude erweitert. Die Tagesleistung wurde 1913 auf 200 Tonnen gesteigert.
Die Mühle Rüningen AG engagierte sich ab 1912 beim Bau der Roggenmühle Lehndorf, mit der sie 1921 fusionierte.
Die Produkte der Mühle wurden unter dem Namen „Goldstaub“ vermarktet. 1933 erfolgte die erste Verladung auf das Frachtschiff „MS Eintracht“ im Braunschweiger Hafen und die Verschiffung über den gerade fertiggestellten Mittellandkanal Richtung Ruhrgebiet.
In den letzten Tagen des Zweiten Weltkriegs, am 11. April 1945 wurde die Okerbrücke bei Rüningen mit 10 Tonnen Sprengstoff zerstört, wobei der nahegelegene Kornspeicher der Mühle fast völlig vernichtet wurde. Nach umfassenden Neubaumaßnahmen wurde der Betrieb wieder aufgenommen.

### Expansion nach dem Zweiten Weltkrieg

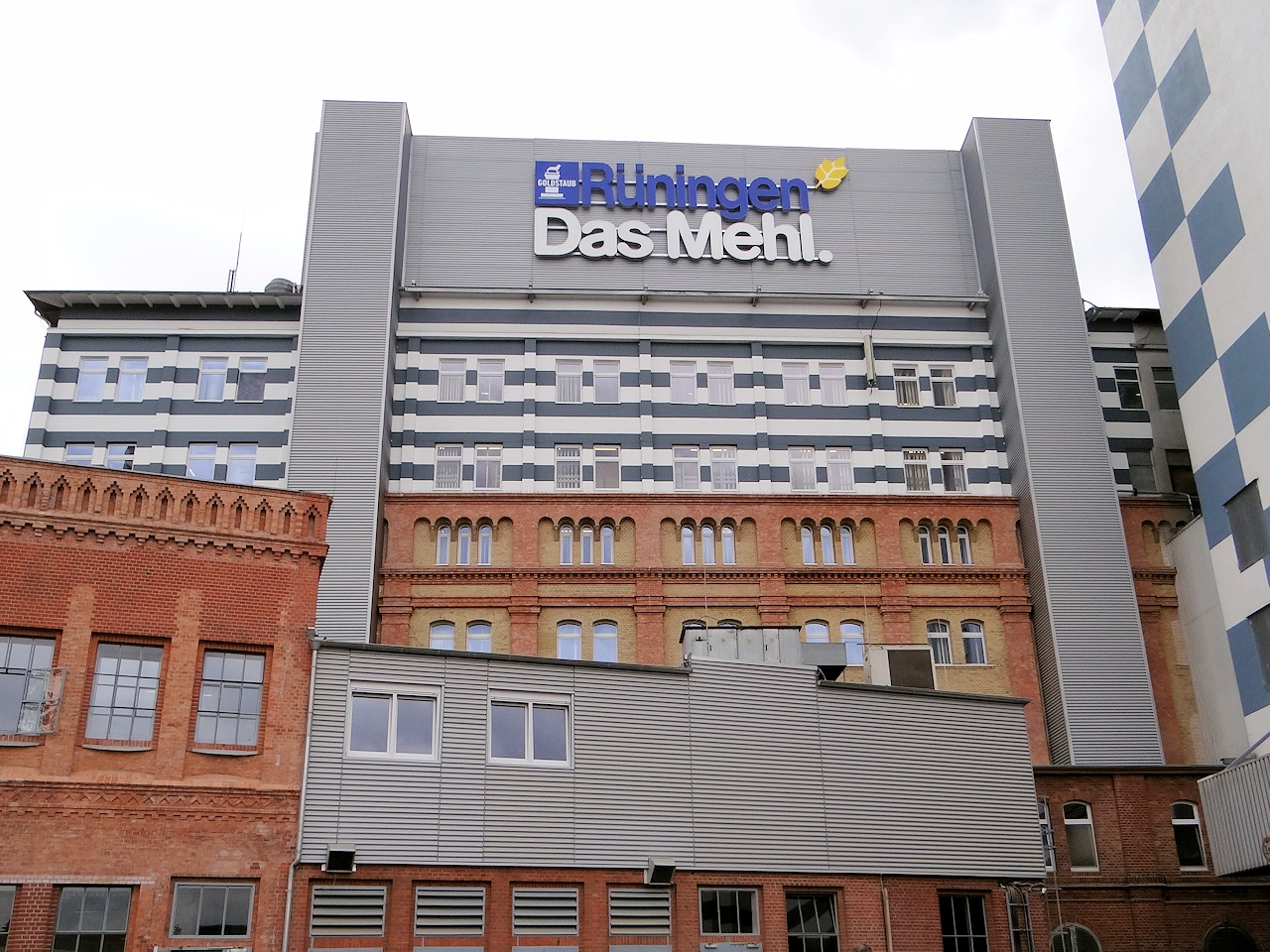
Nordseite der Mühle mit weit sichtbarem und nachts erleuchtetem Firmen-Logo

Die Speicherkapazitäten wurden erneut erweitert: 1977 entstand das Mehlsilo 1 mit einem Fassungsvermögen von 4.500 Tonnen und einer Höhe von 65 Metern. 1981 wurde das Getreidesilo für 17.000 Tonnen mit 81 Metern Höhe errichtet und stellt seither das weit sichtbare Wahrzeichen der Mühle dar. 1980 betrug die Tagesleistung 900 Tonnen. Vorstandsvorsitzender der Mühle Rüningen AG wurde Jürgen von Damm, ein Nachfahre von Georg Berkenbusch. 1987 wurde die Produktion in der Roggenmühle Lehndorf stillgelegt und das Gelände verkauft. Nach der Wiedervereinigung erwarb die Mühle Rüningen die Konsum-Mühle in Magdeburg mit einer Monatsleistung von 5.000 Tonnen. Nach zwischenzeitlichem Vermahlen von Bio-Getreide wurde der Betrieb 2008 eingestellt und 2010 verkauft.
Am Rüninger Standort folgte 1995 ein weiterer Hochbau mit 68 Metern: das Mehlsilo 2. 2009 wurde das mit 42 Metern vergleichsweise kleine Mehlsilo 3 errichtet, das 1.000 Tonnen fasst. Die Tagesleistung im Jahr 2012 betrug 1.200 Tonnen Weichweizen, Hartweizen und Roggen. Die Produkte wurden und werden als Sackware und in 1-kg-Haushaltspackungen vertrieben. Die Mühle unterhält einen eigenen Fuhrpark.

### Rechtsform und Besitzverhältnisse
Im Jahr 2000 wurde die Aktiengesellschaft in eine Kommanditgesellschaft als  GmbH & Co. KG umgewandelt, in der die ehemaligen Aktionäre als Kommanditisten auftraten. Mit dem Wirksamwerden der Umwandlung im Januar 2001 erlosch die Börsennotierung. 2012 hielt die Werhan Mühlen KG 99 % der Anteile, die sie aus altem Besitz und Neuerwerbungen erstanden hatte.
Diese Anteile wurden 2014 an die PMG Premium Mühlen Gruppe GmbH & Co. KG mit Sitz in Neuss übertragen, als deren Zweigniederlassung die Mühle ohne eigene Rechtsform geführt wurde. Für den 1. Oktober 2014 wurde eine Übernahme des Standorts durch die Südhannoverschen Mühlenwerke Engelke GmbH mit Sitz in Ringelheim kartellrechtlich genehmigt. Seitdem firmiert sie als „Mühle Rüningen Stefan Engelke GmbH“.

## Sonstiges

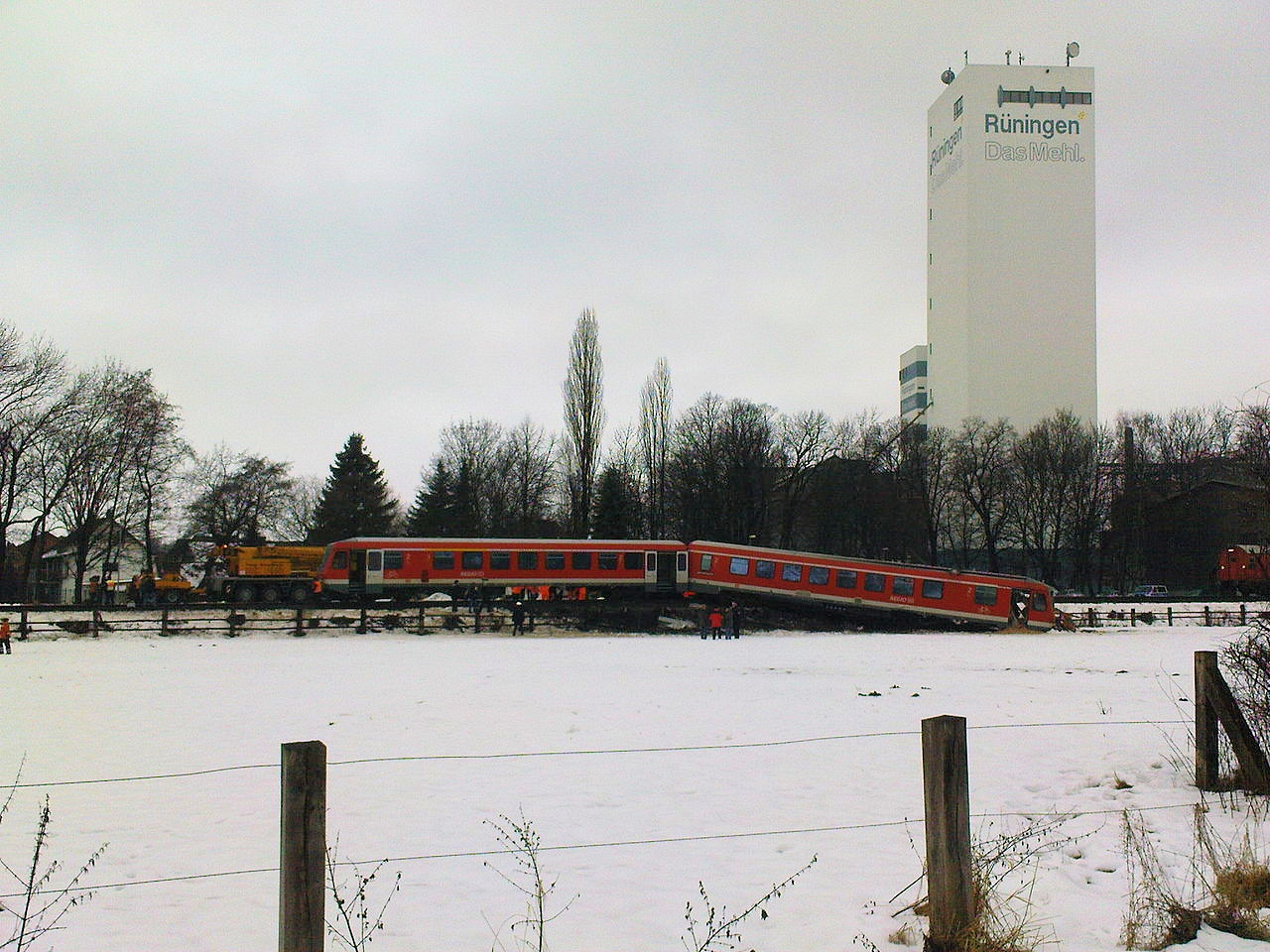
Zugunglück vom 20. Januar 2010

Eine Mehlstaubexplosion ereignete sich im Oktober 1965, als ein Absacker mit einem Feuerzeug in eine Mehlkammer leuchtete. Mehlspeicher und Produktion wurde derart beschädigt, dass der Schaden vier Millionen D-Mark betrug. Die Produktion erhielt danach eine neue Ausstattung durch die Firma Bühler.
Im Januar 2010 versuchte ein LKW, durch die Einfahrt neben der Bahnstrecke auf das Mühlengelände zu kommen. Da das Tor noch versperrt war, wich er auf die Bahngleise aus. Nach mehreren Metern blieb er im Gleisbett stecken. Ein Zug aus Richtung Süden konnte nicht rechtzeitig bremsen, so dass er auffuhr und entgleiste. Es gab mehrere Verletzte und das Gleisbett musste komplett erneuert werden.